# NGC 1413
NGC 1413 este o galaxie eliptică situată în constelația Eridanul. A fost descoperită în 26 decembrie 1885 de către Francis Leavenworth. Se află la o distanță de 110,15 megaparseci de Pământ.